# Antindra
Antindra is een plaats en commune in het noorden van Madagaskar, behorend tot het district Sambava dat gelegen is in de regio Sava. Een volkstelling in 2001 telde het inwonersaantal op 15.965.
De plaats biedt alleen lager onderwijs aan. 98% van de bevolking werkt er als landbouwer. De belangrijkste landbouwproducten zijn rijst en vanille, andere belangrijke producten zijn koffie en suikerriet. Verder is 2% actief in de dienstensector.